# 吳初
吴初，福建福州府怀安县人，明朝政治人物、進士出身。

## 生平
宣德元年，福建丙午乡试中舉。宣德二年，登丁未科會試中進士，后官至知府。